# Spheropistha orbita
Spheropistha orbita är en spindelart som först beskrevs av Zhu 1998.  Spheropistha orbita ingår i släktet Spheropistha och familjen klotspindlar. Inga underarter finns listade i Catalogue of Life.